# Louise Townsend Nicholl
Louise Townsend Nicholl (ur. 1890, zm. 10 listopada 1981 w Plainfield w stanie New Jersey) – poetka amerykańska. Ukończyła Smith College, gdzie studiowała razem z Adelaide Crapsey. Pracowała w redakcji The New York Evening Post. W 1954 otrzymała Academy of American Poets' Fellowship. Do jej znanych wierszy należą utwory Waves i Timelessness.